# Lijst van voetbalinterlands Armenië - Faeröer (vrouwen)
Deze lijst van voetbalinterlands is een overzicht van alle officiële voetbalwedstrijden tussen de nationale vrouwenteams van Armenië en Faeröer. De landen hebben tot nu toe één keer tegen elkaar gespeeld.

## Wedstrijden
| № | Plaats   | Datum        | Competitie           | Wedstrijd         | Uitslag |
| - | -------- | ------------ | -------------------- | ----------------- | ------- |
| 1 | Ta' Qali | 3 maart 2011 | EK 2013 kwalificatie | Faeröer − Armenië | 0 − 1   |

## Samenvatting
| Competitie      | Totaal gespeeld | Winst Armenië | Gelijk | Winst Faeröer | Doelsaldo Armenië – Faeröer |
| --------------- | --------------- | ------------- | ------ | ------------- | --------------------------- |
| EK-kwalificatie | 1               | 1             | 0      | 0             | 1 − 0                       |
| Totaal          | 1               | 1             | 0      | 0             | 1 − 0                       |

AFFA · A-internationals · Armeens mannenelftal
2003 – 2009 · 2010 – 2019 · 2020 – 2029
Albanië ·
België ·
Bosnië en Herzegovina ·
Bulgarije ·
Cyprus ·
Denemarken ·
Estland ·
Faeröer ·
Finland ·
Georgië ·
Griekenland ·
Israël ·
Italië ·
Jordanië ·
Kazachstan ·
Kosovo ·
Kroatië ·
Letland ·
Libanon ·
Liechtenstein ·
Litouwen ·
Malta ·
Moldavië ·
Noord-Macedonië ·
Noorwegen ·
Oostenrijk ·
Polen ·
Portugal ·
Roemenië ·
Slovenië ·
Slowakije ·
Tsjechië